# 徐海东
徐海东（1900年6月17日—1970年3月25日），原名元清，湖北省黄陂县（今属大悟县）人。中国工农红军及中国人民解放军主要领导人之一，军事家、中国人民解放军大将。中国共产党、中华人民共和国政治人物，原副国级领导人。
徐海东早年加入中国共产党，曾任国民革命军第四军代理排长，参与北伐。此后参与黄麻起义，担任中国工农红军第四军团长、红四方面军独立第四师师长、红二十八军军长等职务，参加长征。抗日战争时期，任八路军115师344旅旅长、新四军江北指挥部副指挥兼第四支队司令员。由于伤病困扰，自1940年起徐海东便没有负责任何具体工作，而是长期在后方休养。中华人民共和国成立后，当选人民革命军事委员会委员等职位。1970年于河南郑州逝世。

## 生平

### 早年革命与红军时期
清光緒二十六年（1900年）五月二十一日（公历6月17日），徐海东生于湖北省黄陂县（今属大悟县）夏店区徐家窑的一个窑工世家。9岁后，他在原籍喻家祠堂上私塾，后不久辍学当窑工。1925年，经吝积堂、李树珍介绍，加入中国共产党，后在直系军阀刘佐龙部担任副班长、中士班长。1926年，随国民革命军进行北伐，担任国民革命军第四军12师34团3营9连代理排长。同年8月，在汀泗桥战役中，徐海东率领该排歼灭吴佩孚的四个连，受到嘉奖，晋升为少尉排长。
1927年4月12日，国共第一次合作破裂。徐海东返回黄陂，之后率领当地农民自卫队进行游击活动。同年11月，率领农民自卫队参加支援黄麻起义，后任黄陂县委常委、军事部长兼夏区区委书记。1930年4月，任黄陂县赤卫队大队长，后兼任鄂东暴动委员会西南总指挥，此后部队经数次改编，为红四军13师38团，徐任团长，后任红12师36团团长。1932年5月，任红四方面军独立四师师长。7月，任红九军27师师长。
1932年，红四方面军撤离鄂豫皖苏区后，徐海东带领红27师来到金家铺与皖西道委书记郭述申领导的英山独立团、六安、霍邱、霍山独立营会合，组成东路游击师，任副司令兼师长。后改编为红二十七军，任七十九师师长。同年11月，鄂豫皖省委决定重建红二十五军，徐海东任七十四师师长，之后兼任红二十五军副军长。1933年5月，部队在围攻七里坪战役中失败，损失过半。10月，部队由皖西向鄂东转移，后被国军阻击，损失惨重。之后徐海东改任组建后的红二十八军军长。

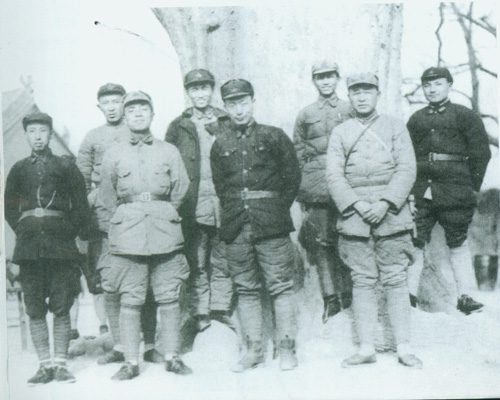
1936年2月，红一军团、红十五军团部分领导干部在陕西淳化合影。前排左起：王首道、杨尚昆、聂荣臻、徐海东。后排左起：罗瑞卿、程子华、陈光、邓小平。

1934年4月，徐部队与吴焕先率领的红二十五军在河南商城豹子岩会师，重组红二十五军，徐任军长，吴焕先任政委。同年11月，根据中共中央指示，其率部率先从皖西转移到鄂东北，为红军主力战略转移做准备，并以中国工农红军北上抗日第二先遣队名义北上，徐改任副军长。次年进入鄂豫陕边区，与吴焕先、程子华等人在该地区展开游击。7月，红二十五军跨过终南山，到达西安附近，之后西征甘肃，配合中央红军北上。此后，政委吴焕先战死，徐海东任红二十五军军长，程子华为政委。同年9月18日，三千人的红二十五军在国军十万余部队的重重包围下，突围到达陕北永平镇，与刘志丹率领的红二十六、二十七军会师，改编为红十五军团，徐任军团长和陕北省委委员。随后徐海东指挥劳山战役，全歼张学良部国军第110师；10月发动榆林桥战斗，歼灭东北军四个营，活捉团长高福源。11月初，中央红军到达陕北吴起镇，毛泽东、彭德怀等人与徐海东会见，此后徐任西北革命军事委员会委员、红一方面军第十五军团军团长，随后取得了直罗镇战役胜利。
1936年2月，红一军团和红十五军团组成中国人民抗日先锋军，举行东征。徐率领红十五军团，渡过黄河，进攻山西的閻錫山。5月，东征军回师河西。红十五军团回到陕北休整。中旬，徐海东奉命西征，配合左路军，迎接红二、四方面军北上，并于10月8日在甘肃静宁、会宁地区会师。随后，其率红十五军团一部与红一军团夺取山城堡战役胜利。同年底，西安事变爆发，徐海东担任防卫西安的红军南部总指挥。

### 抗日战争时期

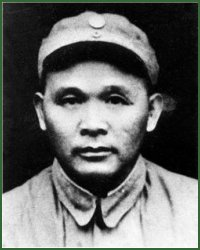
抗日战争时期的徐海东。

1937年2月，西安事变和平解决后，第二次国共合作开始。红十五军团奉命由陕西商州、雒南开赴甘肃庆阳驿马关整训。8月，徐担任改编后的八路军115师344旅旅长，徐率部参加了平型关战斗。之后进入晋东南与日军作战，并于年底与王震率部再次深入华北敌后进行游击战斗。1938年6月，徐海东指挥町店战斗，歼灭日军第25师团一个联队，毙伤日军近千人。随后徐海东因积劳成疾，肺病复发而喋血，回到延安休养。之后列席中共六届六中全会，进入马列主义学院学习。
1939年8月，徐海东再次请战，并跟随刘少奇到华中开展工作，担任新四军江北指挥部副总指挥兼第四支队司令员，转战皖东，并任中共中央中原局、华中局委员。1939年12月，徐海东指挥周家岗战斗，俘日军分队长1名、伪军4名，毙伤日伪军160余人，这也是徐海东一生中参与的最后一次作战。1940年1月，由于劳累过度、旧病复发，徐海东再次喋血病倒在战场上，此后便不再实际指挥作战。之后的九年内，徐海东被送往安徽津浦路西根据地、淮安、山东诸城、莱阳、大连等地休养。在大连期间，徐海东被确诊为肺功能大部分丧失。

### 中华人民共和国建国后
中华人民共和国成立后，徐海东因身体原因而未负责具体工作。1954年，徐海东任中央人民政府人民革命军事委员会、中华人民共和国国防委员会委员。1955年9月，被授予中国人民解放军大将军衔，并授予一级八一勋章、独立自由勋章和解放勋章。1956年，徐海东从大连迁居北京。9月，当选为中国共产党第八届中央委员会委员。1959年，向毛泽东写信，建议其交班。1960年，徐海东开始主编《红二十五军战史》；1962年，该书编成，徐海东再次因劳疾而吐血病危。
文化大革命期间，林彪开始对徐海东进行迫害，并一度采取切断氧断药的方式。周恩来得知后，将徐海东的医疗关系转至解放军总医院。1969年1月，林彪对徐海东长子进行隔离审查，并将其他家庭成员进行隔离。同年3月，中共九大即将召开，同月3月31日，周恩来在人民大会堂北侧小会议室召开紧急会议，以毛泽东提议要求，徐海东出席中共九大，并参加大会主席团。4月1日，中共中央办公厅和军委办事组询问徐海东意见，徐海东在得知是毛泽东和周恩来安排，他称道“就是爬，我也要爬去。”随后他带上氧气袋赶至人民大会堂。周恩来在看到徐海东被推上主席台后，亲自迎上并扶入座位。毛泽东在入场就坐后，还特意向徐海东招手致意。九大选举中央委员时，徐海东因行动不便，特意请王震代为投票。为此林彪深感愤怒，林彪与王震会上恶恨对视。会上，徐海东再次当选中央委员。
1969年10月25日，林彪发布《林副主席指示第一号令》，解放军进入紧急战备状态，各军队将领被迫疏散离京，徐海东被强行疏散到河南省郑州市。1970年3月25日，逝世于郑州。1978年12月29日，中共总参谋部党委作出《关于为徐海东同志平反昭雪的决定》。1979年1月24日，中共中央在全国政协礼堂为张际春、徐海东、吴芝圃、刘长胜、张霖之、王世英、南汉宸、刘裕民进行平反昭雪追悼会，由中共中央副主席邓小平主持、中国人民解放军总政治部主任韦国清致悼词。

## 纪念与评价
徐海东一生战绩卓越，负伤九次，身上有十七处枪眼。由于徐海东在红军时期作战奋勇，热衷于身先士卒，亲自带领士兵冲锋，常被人成为“徐老虎”。然而，其也招致国民政府的极端反感与仇恨。时任国民政府军事委员会委员长的蒋介石视其为“文明一大害”，并派飞机在陕北发放传单：“凡击毙彭德怀或徐海东，投诚我军，当赏洋十万。凡击毙其他匪酋，当予适当奖励。”在1937年，徐海东率部进入山西时，阎锡山亦发通缉令：“凡击毙徐海东者，赏洋五万元。”对此，徐海东自嘲道：“阎老西不如蒋介石，太小气了。”不过，蒋介石曾下令“杀绝徐家”，徐海东全家有66人惨遭灭口。中华人民共和国成立后，在湖北大悟修建徐海东亲属烈士墓，由徐向前元帅题词“光荣流血”。
而由于徐海东对中国工农红军及中国人民解放军的贡献，中国共产党及中华人民共和国对其赞扬甚佳。早在1935年冬陕北，毛泽东派杨至诚向徐海东借2500块钱，以解决中央红军吃饭穿衣问题。徐海东则把红二十五军家底7000块中的5000块大洋送抵中央。毛泽东赞扬其道：“徐海东是对革命有大功的人。”此后，毛亦赞扬其为“工人阶级的一面旗帜”。邓小平亦赞扬其“对党是一颗红心”。而美国作家埃德加·斯诺在他的《西行漫记》中写道：“中国共产党的军事领导人中，恐怕没有人能比徐海东更加‘大名鼎鼎’的了，也肯定没有人能比他更加神秘的了。” 

## 著作
《奠基礼》、《会师陕北》、《冀察晋抗战》、《回忆红军第二十五军的长征》、《保卫红色土地》等
- 徐海东《生平自述》1982年三联书店出版
- 《徐海东军事文选——资料本》，2021年

## 家庭
前妻田得斋，生大女儿徐文金
妻子周东屏，生女儿徐文惠、儿子徐文伯。中央军委办公厅秘书，解放军总参管理局顾问。
长女徐文金，1925年出生，1951年才见到生父。一直当农民，丈夫高正凯，有四子一女。2009年去世。
女儿徐文惠，1939年出生。一直从事医务工作。曾任开国元勋后代合唱团理事长，北京开国元勋文化促进会会长。
儿子徐文伯，1937年出生。曾任中国历史博物馆副书记，国家文化部副部长。2020年去世。
次子徐文忠，从小失聪聋哑残疾。1997年瘫痪，姐姐徐文惠一直与弟弟生活在一起，悉心照料，不离不弃。
次女徐文玉。